# Gouverneurswahl in New York 1783
Die 3. Gouverneurswahl in New York fand im April/Mai 1783 statt, in welcher der Gouverneur und der Vizegouverneur von New York gewählt wurden.

## Kandidaten
George Clinton ging mit Pierre Van Cortlandt als Vizegouverneurskandidat ins Rennen (engl. Running Mate). Schuyler und Paine kandidierten jeweils alleine um das Amt des Gouverneurs.

## Ergebnis
| Bild   | Kandidat        | Stimmen | Stimmen |
| Bild   | Kandidat        | Anzahl  | Prozent |
| ------ | --------------- | ------- | ------- |
|        | George Clinton  | 3.584   | 75,50 % |
|        | Philip Schuyler | 643     | 13,55 % |
|        | Ephraim Paine   | 520     | 10,95 % |
| Gesamt | Gesamt          | 4.747   | 100 %   |